# Bonifacio III di Toscana
Bonifacio III di Toscana (X secolo – 1011 o 1012) è stato un nobile italiano, margravio di Toscana  dal 1002 al 1011 (o 1012), anno della sua morte.

## Biografia
Bonifacio fu figlio di Adalberto, e di sua moglie Bertila. Adalberto era a sua volta figlio del dux e marchio Ubaldo II, a sua volta figlio di Bonifacio II di Spoleto. Apparteneva dunque alla dinastia degli Hucpoldingi.
Subentrò al padre e fu nominato conte di Bologna e margravio di Toscana  prima del 1004, succedendo in quest'ultima carica al lontano cugino Ugo II di Toscana. La successione avvenne in un momento travagliato: Ugo II morì infatti un mese prima della morte dell'imperatore Ottone III. I magnati italici si divisero in due fazioni, una sostenitrice di Enrico II ed una sostenitrice di Arduino d'Ivrea, quest'ultimo sostenuto tra gli altri dagli Obertenghi, che volevano riceve il marchesato di Tuscia. Bonifacio III riuscì ad imporsi grazie al sovrano sassone e a divenire marchese, probabilmente investito ufficialmente di tale carica nel 1004 in occasione dell'incoronazione a re d'Italia di Enrico II a Pavia. Egli, in ogni caso, non riuscì a regnare veramente su tutta la Tuscia.
Una volta al potere, Bonifacio III cacciò l'abate e futuro santo Bononio dall'abbazia di San Michele di Marturi, oggi Poggibonsi in Val d'Elsa.
Intorno al 1007, fondò l'abbazia di San Salvatore a Fontana Taona nei pressi di Sambuca Pistoiese. Probabilmente morì nel contesto delle lotte contro Arduino, che si era risollevato contro Enrico II, il quale dovette scendere nuovamente in Italia per combatterlo l'anno successivo. Suo figlio Ugo divenne duca di Spoleto.